# 南水北调中线工程
南水北调中线工程，是南水北调工程的一部分。该工程从长江最大支流汉江流域，位于河南省和湖北省界处的丹江口水库调水，在丹江口水库东岸河南省淅川县境内工程渠首开挖干渠，经长江流域与淮河流域的分水岭方城垭口，沿华北平原中西部边缘开挖渠道，通过隧道自下方穿过黄河，沿京广铁路西侧北上，最终到达北京市颐和园团城湖的输水工程。输水干渠全长1432公里（其中天津输水干线156公里）。中线一期工程，多年平均年调水量95亿立方米，向华北平原北京、天津在内的19个大中城市及100多个县（县级市）提供生活、工业、农业用水。

## 主要工程
- 水源区工程（包括丹江口水利枢纽工程、丹江口水利枢纽续建工程、汉江中下游补偿工程）
- 输水工程（包括总幹渠、穿黄隧道）

## 工程优缺点
- 优点：水质好，覆盖面大，地势南高北低，可以自流引水，运转费用可以大大节约。
- 缺点：环境影响。SNWTP所需的水坝、水库和运河的建设对环境有很大影响，包括生境破坏、土壤侵蚀和河流生态系统的破坏。成本。该项目非常昂贵，一些估计认为总成本超过800亿美元。这笔费用导致了人们对其经济可行性以及它是否是公共资金的明智投资的担忧。社区搬迁。SNWTP的建设已经导致成千上万的人离开他们的家园和社区，造成严重的社会和经济混乱。水质问题。该项目涉及将南部受污染的河流的水转移到北部，引起人们对水质和对居民健康的潜在影响的关注。长期的可持续性。鉴于该国北部和南部对水的需求不断增加，以及气候变化对水资源的潜在影响，人们担心该项目可能无法长期持续。[來源請求]

## 建设管理机构
- 南水北调中线干线工程建设管理局（简称“中线建管局”），为国有大型企业，注册资本3亿元，为工程项目法人。2004年7月13日成立。[1]
  - 河南直管项目建设管理部
  - 河北直管项目建设管理部
  - 天津直管项目建设管理部
  - 惠南庄泵站项目建设管理部（北京市境内）
- 湖北省南水北调工程建设管理局
  - 兴隆水利枢纽工程建设管理处
- 河北省南水北调工程建设委员会
  - 建委会办公室（河北省南水北调办）
- 河北省南水北调工程建设管理局：2007年2月25日揭牌成立。
  - 第五工程建设部：负责一期工程总幹渠漳河北至古运河南的“漳古段”，分管邯郸市复兴区、邯山区、邯郸县、永年县、沙河市境内渠线总长53.565公里、洺河渡槽0.93公里。
- 河南省南水北调中线工程建设领导小组
  - 河南省南水北调中线工程建设领导小组办公室
- 河南省南水北调中线工程建设管理局
  - 安阳段建设管理处
  - 焦作段建设管理处
- 北京市南水北调工程建设委员会：配套工程包括83公里的输水幹线，总调蓄库容约为4000万立方米的调蓄工程，日供水400万吨的新建扩建和改造水厂工程等。

## 水量分配

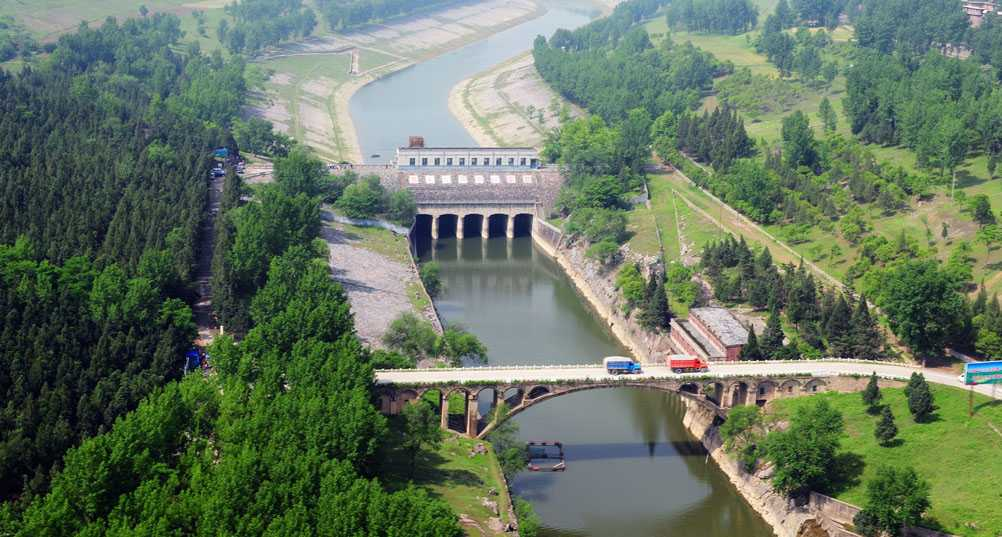
南水北调中线工程陶岔渠首风貌（2009年前）

一期工程平均年调水量95亿立方米，二期工程将达到130亿立方米。
截至2023年11月13日，中线一期工程累计调水600亿立方米，四个地区用水量分配如下：
- 河南：206.1亿立方米
- 河北：189.8亿立方米
- 北京：92.7亿立方米
- 天津：91.6亿立方米